# Palazzo Miradois
Palazzo Miradois è un edificio di valore storico e architettonico di Napoli ubicato in via Duomo al numero 152, di fronte alla Cattedrale.
Al suo interno sono inglobate e ben visibili le strutture della Chiesa tardo medioevale di Santo Stefanello, che costituiscono il vestibolo del Palazzo.
L'edificio, a corte, è già rappresentato nella mappa di Antonio Lafréry del 1566, conservata presso il Museo di San Martino di Napoli. 
All'epoca (XVI secolo), era di proprietà dei Miranois (o Miradois), nobili e giuristi napoletani, feudatari di Molinara (BN) e di Albanella (SA), molto vicini alla Corte Vicereale Spagnola. 
La famiglia possedeva una dimora anche sulla collina di Capodimonte (l'edificio nel settecento divenne Villa La Riccia), nei pressi dell'Osservatorio Astronomico, come ricorda l'attuale toponomastica (salita Miradois). 
Il Palazzo è stato, nei secoli, oggetto di modifiche ed integrazioni e, fra queste, notevole è la scala aperta settecentesca, di pregevole fattura, incastonata nella corte risalente all'originaria fondazione dell'immobile, a cui si accede dal vestibolo, caratterizzato dalle volte a doppia crociera con capitelli pensili (XIV sec.) della perduta Chiesa, raro esempio di arte gotica a Napoli.
La realizzazione di via Duomo, nel XIX secolo, non comportò alcuna modifica al fabbricato, mentre il vicino Palazzo Como (XV sec.), fu oggetto di ricostruzione per anastilosi.
Il fabbricato è in discreto stato di conservazione e nel 2014 è stato oggetto di lavori di restauro della facciata e del vestibolo, restauro di cui ancora necessiterebbero il cortile interno e la cassa scale; l'ascensore ivi esistente nella tromba (che non è di proprietà comune ma di alcuni singoli condòmini), fu installato nel 1955. Negli interni, nonostante il frazionamento del palazzo in vari appartamenti, vi sono ancora oggi alcuni soffitti affrescati riconducibili al XVIII secolo.
Qui ebbe sede, negli anni '80, al secondo piano, l'Ufficio Esami di Stato dell'Università degli Studi di Napoli "Federico II".
Il restauro (2014) del portale ha rivelato, incisa sui piedritti, la doppia "R" destinata agli edifici della Reale Riserva delle residenze della Corona. L'edificio, infatti, in età borbonica, fu foresteria per nobili e notabili di passaggio nella Capitale del Regno (L.Ahora Paz).

## Altre immagini

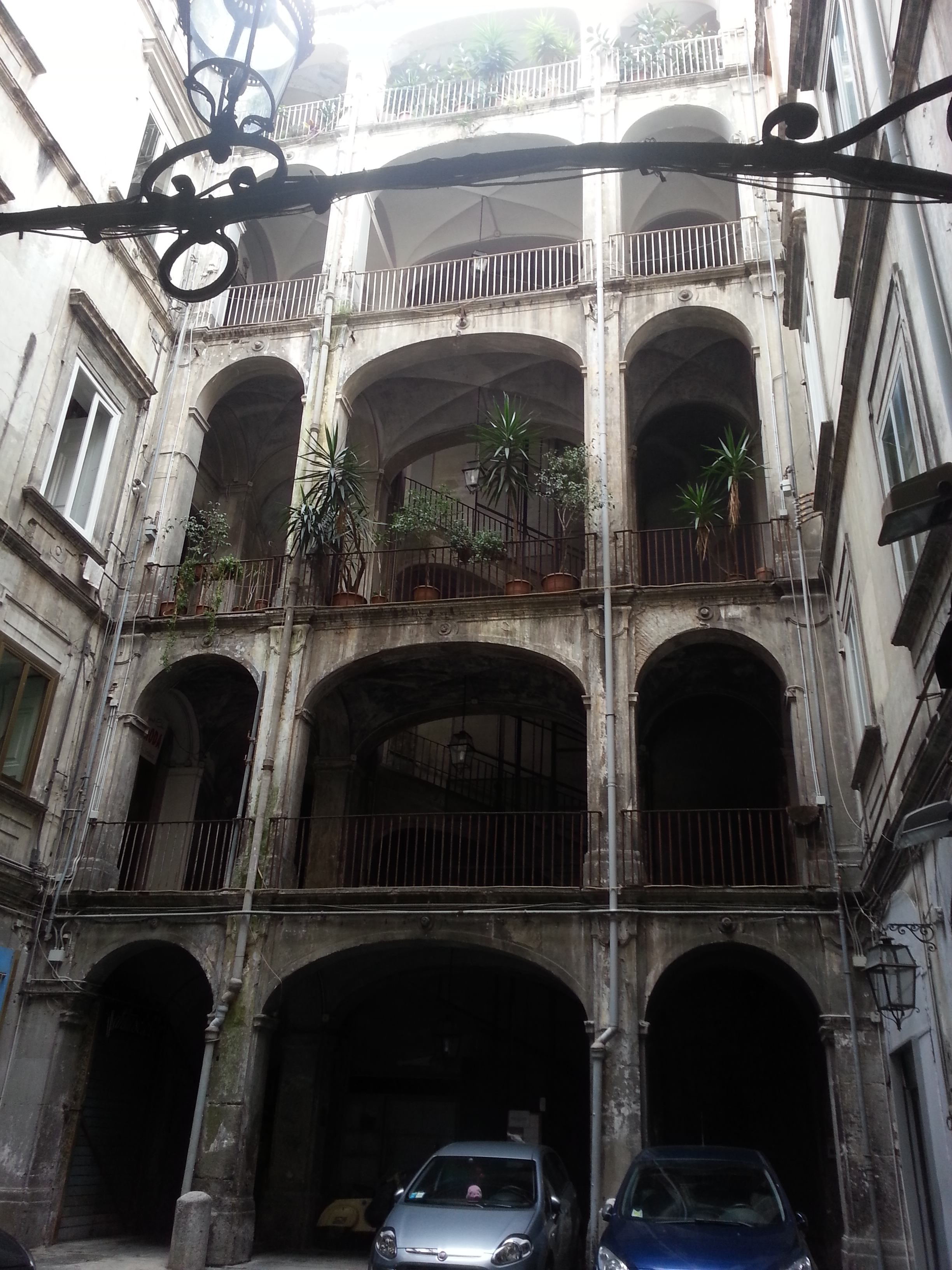
La scala aperta
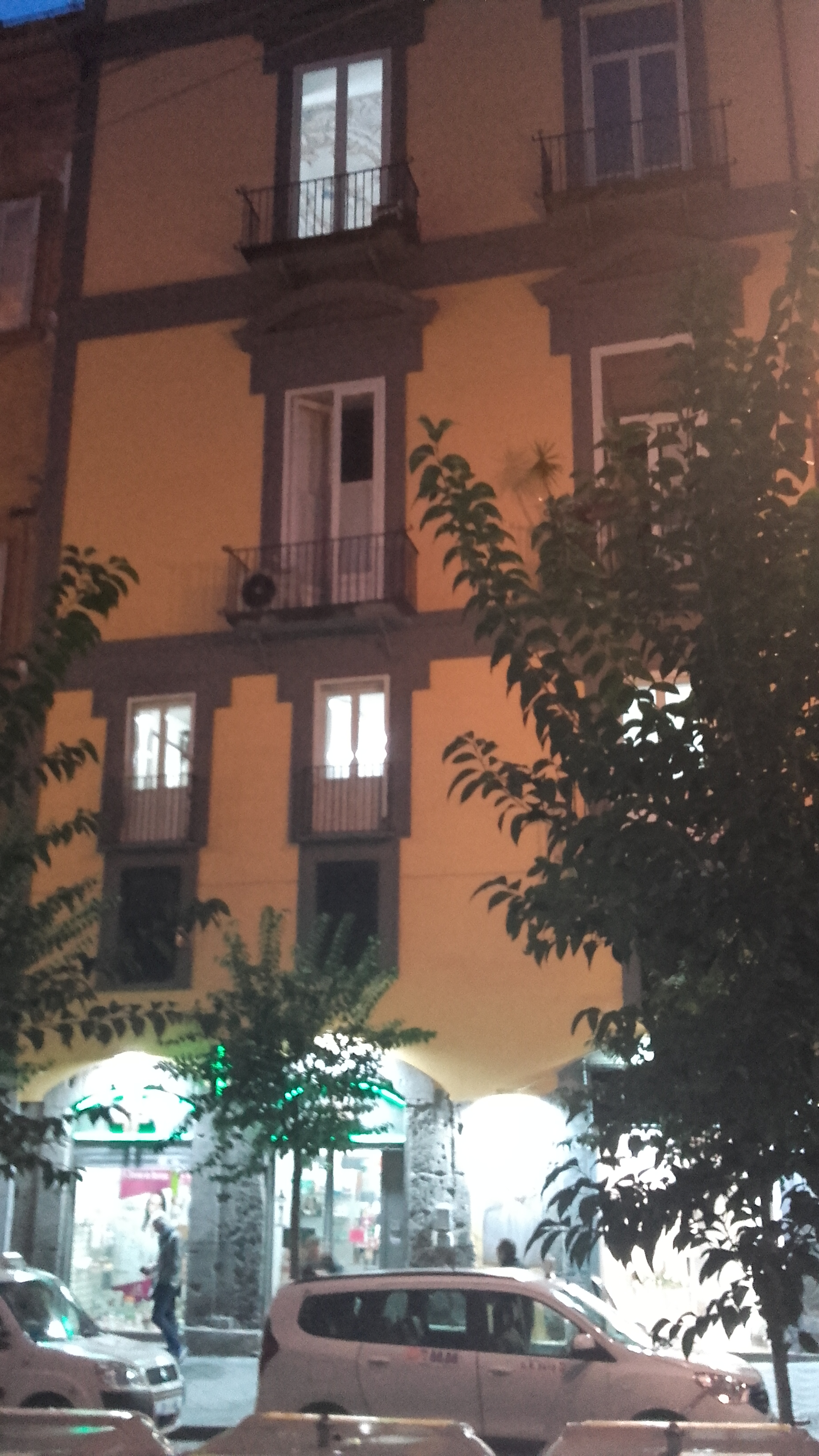
Un soffitto affrescato fotografato dall'esterno